# Pseudotephritis ussurica
Pseudotephritis ussurica är en tvåvingeart som beskrevs av Nina Krivosheina 1997. Pseudotephritis ussurica ingår i släktet Pseudotephritis och familjen fläckflugor. Inga underarter finns listade i Catalogue of Life.